# 韓連山

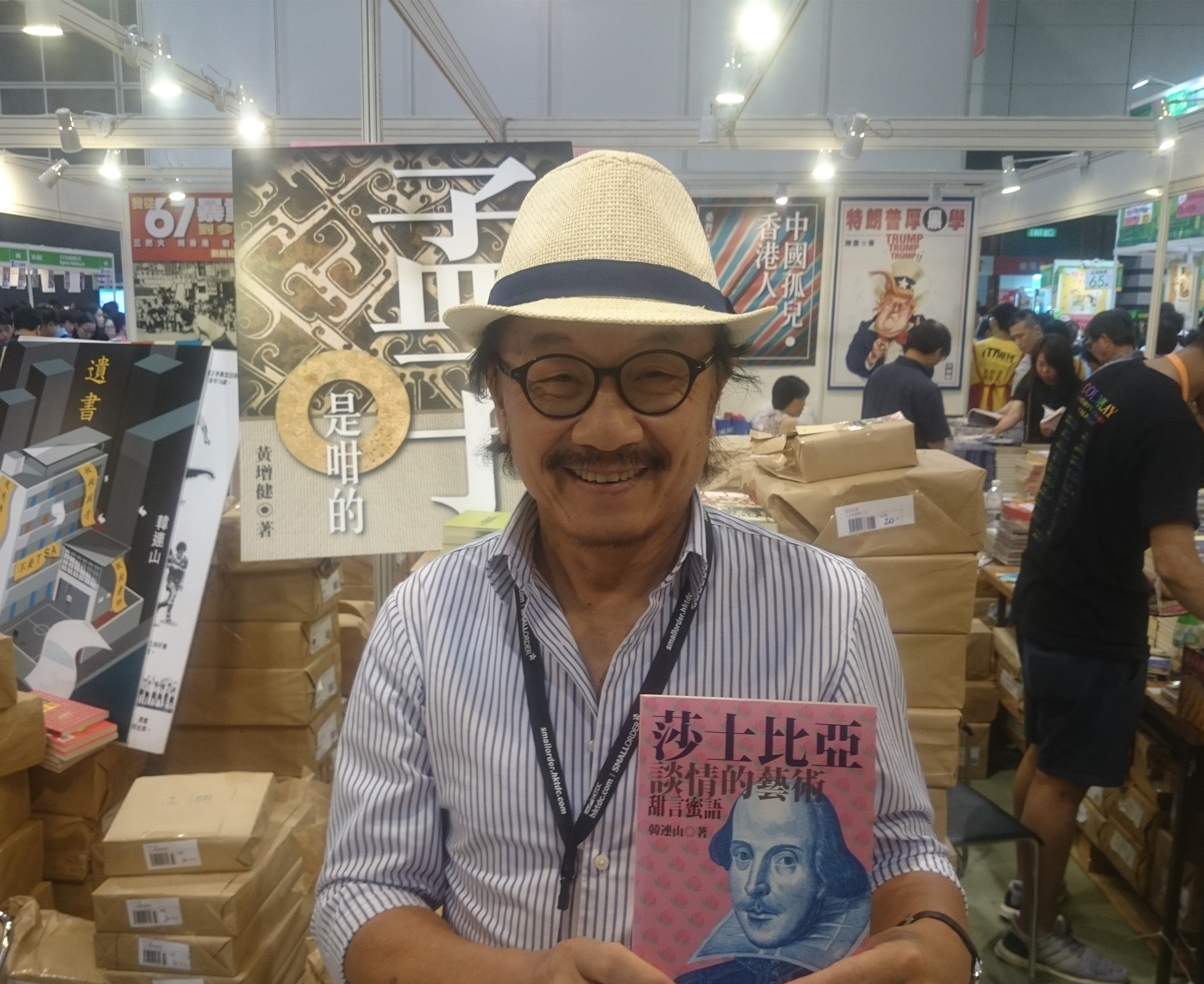
韓連山在香港書展中

韓連山（1949年10月24日—），中學教師，香港教育專業人員協會「老鬼」兼監事，保衛香港自由聯盟創辦人兼發言人。其年近七旬而仍籌備參選立法會。

## 簡歷
韓連山早年就讀西營盤第三街144-150號明英學校（1961年小六）及聖保羅書院（1966年中五），後來入讀羅富國教育學院，畢業後任教於中華基督教會基英小學1年，再轉職天主教慈幼會伍少梅中學，在中學校內資深的英文教師及訓導主任。在學校外他曾擔任教協的組織部主任，亦曾在2006年香港選舉委員會界別分組選舉當選教育界代表。2009年8月10日，韓連山投稿於《蘋果日報》，就有關當時香港政府為打擊學生吸毒而推行自願驗毒的建議撰文反駁政府的理據而知名。

## 參與政治

### 絕食反對德育及國民教育科
2012年9月1日，韓連山為反對香港特區政府推行德育及國民教育科，接力加入成為絕食人士之一。他以63歲之齡成為年紀最大及絕食時間最長的絶食者。至9月8日，已絕食超過150小時，身體檢查結果為血壓、血糖大致正常，但醫生指因絕食時間長，其身體已改由內臟提供養份，長遠或令內臟功能受損。結果因為反對德育及國民教育科結束集會而停止絕食。韓連山破了是次禁食活動的時間最長紀錄，共171小時。在反國民教育科事件中，韓連山稱「革命未完成，同志還須努力」。

### 抗議香港被中國化
2013年8月底，韓連山與立法會議員范國威（新民主同盟）、毛孟靜（公民黨）、張超雄（工黨）、環保觸覺主席譚凱邦及多名社運人士在Facebook發起「抗融合．拒赤化．反盲搶地 一人$100換特首 還香港人一個家 （页面存档备份，存于）」行動，由數百位港人集資於9月3日在《明報》及《都市日報》刊登「反梁」廣告，批評梁振英漠視港人利益，讓自由行陸客「肆虐」香港，破壞香港的文明和秩序，香港人基本生活需要不斷被剝削，已讓港人忍無可忍，表明「換特首是出路」，促請中國政府停止干涉香港內部事務；並在臺灣《自由時報》刊登「香港面對嚴重中國化，請台灣引以為鑑」廣告，讓臺灣人明白香港引入中國新移民及旅客後港人所面對的苦況，不要讓臺灣被中國客攻陷。

### 佔領行動
2014年底，韓連山與保衛香港自由聯盟參與佔領運動，企圖指導領導行動的學聯及學民思潮，後被批評指手劃腳、爭取位置 。